# Glacialisaurus
Glacialisaurus hammeri
Genre
Espèce
Glacialisaurus est un genre fossile de dinosaures sauropodomorphes de la famille des Massospondylidae. Il a vécu en Antarctique au Jurassique inférieur (Sinémurien), il y a environ entre 199,5 à 192,9 millions d'années.
Une seule espèce est connue, l'espèce type, Glacialisaurus hammeri, décrite par Nathan D. Smith (d) et Diego Pol (d) en 2007.
Des restes de ce dinosaure massospondylidé ont été collectés dans la partie inférieure de la formation de Hanson, située à 4 km environ du mont Kirkpatrick dans la chaîne Transantarctique.

## Description
La longueur totale de Glacialisaurus est évaluée à environ 6 mètres.

## Dans la culture populaire
Des Glacialisaurus sont représentés dans un épisode du documentaire Le Royaume des Dinosaures où il est montré qu'ils vivent en harems.[réf. nécessaire]